# Malick Ndiaye
Pour les articles homonymes, voir Ndiaye.
Malick Ndiaye aussi dit El Malick Ndiaye ou N'diaye, né le 24 juillet 1982 à Dahra,, est un homme politique sénégalais. Membre du PASTEF depuis 2015, il est le ministre des Infrastructures et des Transports terrestres et aériens d'avril à décembre 2024, avant d'être élu président de l'Assemblée nationale le 2 décembre 2024.

## Carrière politique
Malick Ndiaye rejoint le parti du PASTEF en 2015.
Le 5 avril 2024, il est nommé ministre des Infrastructures et des Transports terrestres et aériens, au sein du gouvernement d'Ousmane Sonko, formé à la suite de l'élection présidentielle de 2024,. Il est la tête de liste du PASTEF dans le département de Linguère lors des élections législatives anticipées de 2024. Après la large victoire de son parti, il est élu le 2 décembre 2024 président de l'Assemblée nationale à l'occasion de l'installation de la XVe législature, avec 134 voix pour, 22 contre et 7 abstentions,.